# Distrikt Aurahuá
Der Distrikt Aurahuá liegt in der Provinz Castrovirreyna in der Region Huancavelica im Südwesten von Zentral-Peru. Der Distrikt wurde am 6. September 1920 gegründet. Er besitzt eine Fläche von 347 km². Beim Zensus 2017 wurden 1560 Einwohner gezählt. Im Jahr 1993 lag die Einwohnerzahl bei 1898, im Jahr 2007 bei 2140. Sitz der Distriktverwaltung ist die 3470 m hoch gelegene Ortschaft Aurahuá mit 485 Einwohnern. Aurahuá liegt knapp 40 km nordwestlich der Provinzhauptstadt Castrovirreyna.

## Geographische Lage
Der Distrikt Aurahuá liegt in der peruanischen Westkordillere im Norden der Provinz Castrovirreyna. Der Río San Juan (im Oberlauf auch Río Tantara) hat sein Quellgebiet in dem Distrikt. Im Nordwesten befindet sich eine Talsperre mit der Laguna Huichinga. Im äußersten Osten erhebt sich der 5275 m hohe Chocca. Entlang der nordöstlichen Distriktgrenze verläuft die kontinentale Wasserscheide.
Der Distrikt Aurahuá grenzt im Nordwesten und im Norden an den Distrikt Chupamarca, im Nordosten an den Distrikt Ascensión (Provinz Huancavelica), im Südosten an den Distrikt Castrovirreyna, im Süden an den Distrikt Arma sowie im äußersten Südwesten an den Distrikt Tantara.

## Ortschaften
Im Distrikt gibt es neben dem Hauptort folgende größere Ortschaften:
- Cochamarca (242 Einwohner)
- San José de Chocoro